# Horst-Günther Güttner
Horst-Günther Güttner (* 4. März 1912 in Kolmar i. Posen; † 11. Juli 1983 in Frankfurt am Main) war ein deutscher Pathologe.

## Leben
Güttner besuchte das Gymnasium in Friedeberg (Neumark). Nach dem Abitur studierte er ab 1930 Medizin an der Preußischen Universität zu Greifswald, der Universität Rostock, der Ludwig-Maximilians-Universität München, der Universität Hamburg und der (noch nicht nach Luther umbenannten) Friedrichs-Universität Halle. 1932 wurde er mit Günther Jaenicke im Corps Borussia Halle aktiv. Zum 24. Mai 1933 schloss er sich der SA an. In Halle bestand er 1935 das Staatsexamen. Von 1936 bis 1938 war er Volontärassistent am Städtischen Krankenhaus in Landsberg an der Warthe und an der Frauenklinik vom Universitätskrankenhaus Eppendorf. Am 23. Dezember 1937 beantragte er die Aufnahme in die NSDAP und wurde rückwirkend zum 1. Mai desselben Jahres aufgenommen (Mitgliedsnummer 5.550.862). 1938 wurde er in Halle zum Dr. med. promoviert. Im selben Jahr wechselte er an das pathologische Institut der Universität Greifswald. Als Oberarzt erhielt er 1942 einen Lehrauftrag für allgemeine und spezielle Pathologie. Mit Untersuchungen zur Frage des Entstehens der akuten allgemeinen Miliartuberkulose habilitierte er sich 1943. 
1946 übernahm er in Dresden die Leitung des pathologischen Instituts vom Krankenhaus Johannstadt, das 1954 in die Medizinische Akademie „Carl Gustav Carus“ integriert wurde. Von 1956 bis 1960 war er Rektor und Ärztlicher Direktor der Akademie. 1961 wechselte er an das Heinrich-Braun-Krankenhaus Zwickau. Für die letzten sieben Jahre seines Berufslebens ging er 1970 nach Aue (Sachsen).
Sein Grab befindet sich in Dresden auf dem Loschwitzer Friedhof.

## Publikationen
- Morphologische Untersuchungen an regionären Lymphknoten bösartiger Geschwülste. Zeitschrift für Krebsforschung 53 (1942), S. 93–106.
- Die Entwicklung der Medizinischen Akademie „Carl Gustav Carus“ 1954–1959. Academia Quinquennis. Schriften der Medizinischen Akademie Dresden, Bd. I, Dresden 1959, S. 9–18.
- Über Präkanzerose und präkanzeröse Krankheit, ebenda, S. 39–48.
- Lungenkrebs und Asbestose. Zeitschrift für ärztliche Fortbildung 49 (1955), S. 388.
- mit H. Parnitzke: Zur Klinik und Pathologie cerebraler Trematodengranulome (Paragonimiasis kombiniert mit Schistosomiasis japonica). Archiv für Psychiatrie 201 (1960), S. 239.

## Ehrungen
- Vaterländischer Verdienstorden in Silber[5]